# Yvonne McGregor
Yvonne McGregor (° Bradford, 9 april 1961) is een wielrenner uit Verenigd Koninkrijk.
In nam McGregor deel aan de Gemenebestspelen.
McGregor nam in 1996 voor Groot-Brittannië deel aan de Olympische Zomerspelen aan het onderdeel tijdrit op de weg. Ze behaalde hier een veertiende plaats.
In 1995 deed McGregor een aanval op het werelduurrecord, die destijds op een aerodynamische fiets werd gereden. Ze kwam tot een afstand van 47,411 kilometer, waarmee ze het oude record van Catherine Marsal uit de boeken reed. Een jaar later reed Jeannie Longo nog ruim zevenhonderd meter verder in een uur.
Op de Olympische Zomerspelen van 2000 in Sydney nam ze deel aan de onderdelen wegwielrennen en tijdrit. Ook op de baan reed ze de Individuele Achtervolging, waar ze de bronzen medaille haalde.
Later dat jaar werd ze wereldkampioene op de baan op het onderdeel Individuele Achtervolging.